# Jonathan Karl Zenker
Jonathan Karl Zenker (* 1. März 1799 in Sundremda; † 6. November 1837 in Leipzig) war ein deutscher Naturwissenschaftler, Paläontologe und Autor.

## Familie
Der Vater von Jonathan Karl Zenker (auch Jonathan Carl Zenker) war Lehrer und Pfarrer in Sundremda. Seine Tochter Eugenie (1830–1909) heiratete den Jenaer Theologieprofessor Adolf Hilgenfeld.

## Leben
Jonathan Karl Zenker wurde zunächst von seinem Vater unterrichtet. Ab 1813 besuchte er ein Gymnasium in Weimar und begann später im Jahr 1818 in Jena zunächst ein Theologiestudium. Der Drang zur naturwissenschaftlichen Ausbildung überwog jedoch, und er widmete sich ab dieser Zeit nur noch der Naturwissenschaft.
1823 begab er sich als Mentor eines Hamburger Sohnes nach Dresden und studierte Medizin an der Medizinisch-chirurgischen Akademie. Er kehrte nach Jena zurück und erlangte mit seiner Dissertation Batrachomyologia die medizinische Doktorwürde und habilitierte sich anschließend als Privatdozent für Naturgeschichte.
1828 wurde er zum Außerordentlichen Professor der Philosophischen Fakultät, 1836 zum Hofrat und Ordentlichen Professor in der medizinischen Fakultät ernannt.
Jonathan Karl Zenker war seit 1830 Mitglied der Botanischen Gesellschaft zu Regensburg.

## Ehrungen und Auszeichnungen
- 3. August 1833: Wahl zum Mitglied der Leopoldina.[2]
- Die Pflanzengattung Zenkeria Trin. aus der Familie der Süßgräser (Poaceae) ist nach ihm benannt.[3]

## Erstbeschreibungen
- Costatoria costata (ZENKER, 1833)
  - Erstbeschreibung (valide) als „Donax costata“ In: Beiträge zur Naturgeschichte der Urwelt, S. 55–57, Taf. 6, Abb. A1-A8

## Schriften

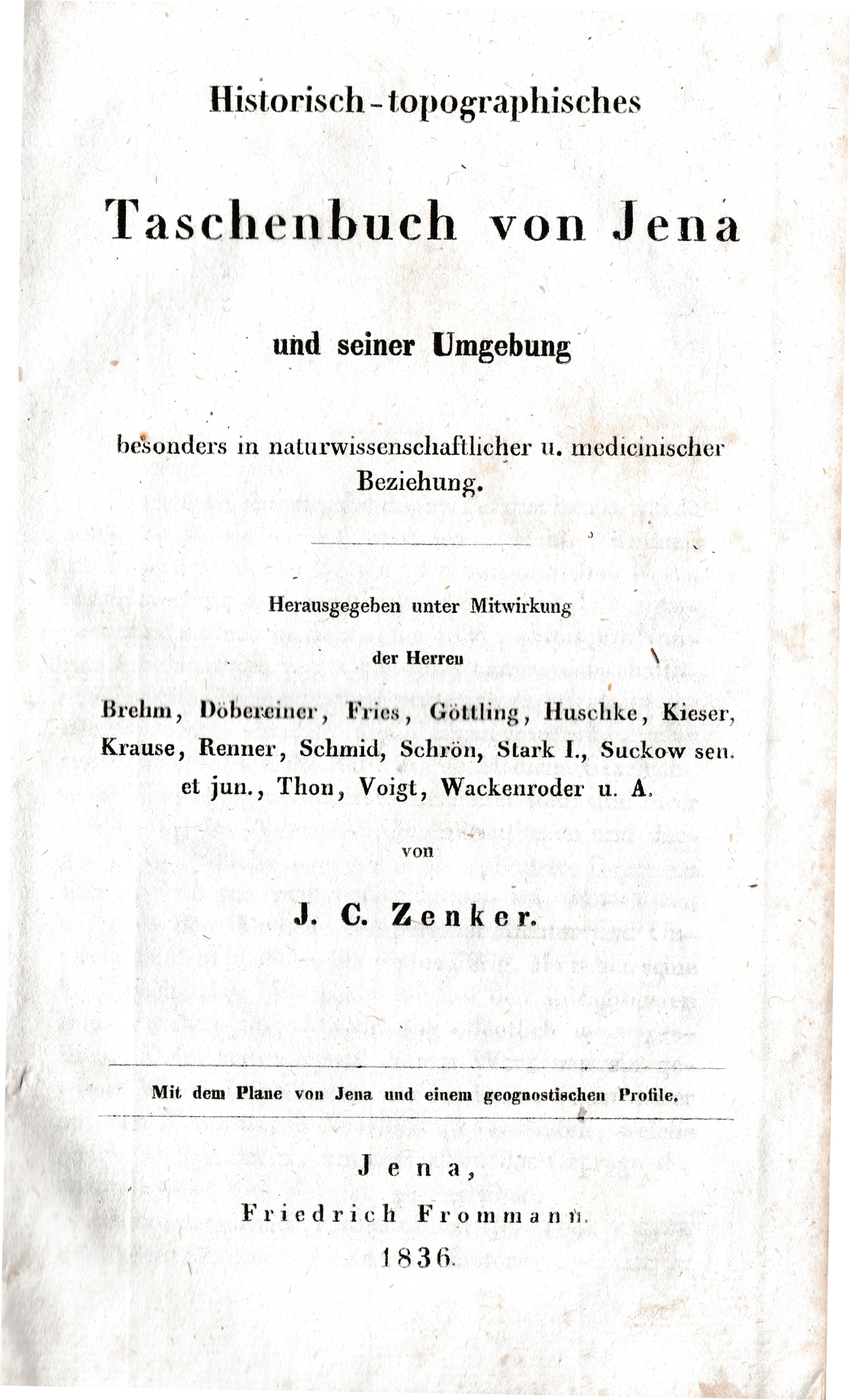
Buchtitel des Historisch-topografisches Taschenbuch von Jena und seiner Umgebung

- Parasitae corporis humani internae seu vermes intestinales hominis. Leipzig 1827.
- Das thierische Leben und seine Formen. Ein zoologisches Handbuch zum Gebrauch academischer Vorlesungen und zum Selbststudium. Jena 1828.
- Musci Thuringici: vivis exemplaribus exhibuerunt et illustraverunt, 1821–1823 (mit David Nathanael Friedrich Dietrich 1799–1888).
- Die Pflanzen und ihr wissenschaftliches Studium überhaupt. Ein botanischer Grundriss zum Gebrauche academischer Vorträge und zum Selbststudium. 1830.
- Zwei neue fossile Corallenarten. 1833.
- Beiträge zur Naturgeschichte der Urwelt. Organische Reste (Petrefakten) aus der Altenburger Braunkohlen-Formation, dem Blankenburger Quadersandstein, jenaischen bunten Sandstein und böhmischen Übergangsgebirge. I–VIII. Maske, Jena 1833.
- Delthyris flabelliformis ZENK. Eine fossile Muschel-Art aus dem Thüringischen Muschelkalke. In: Neues Jahrbuch für Mineralogie, Geognosie, Geologie und Petrefakten-Kunde. Jahrgang 1834, Schweizerbart, Stuttgart 1834, S. 391–394, Tafel V A, Fig. 1–6.
- Lingula keuperaea ZENK. und Lingula calcaria ZENK, zwei fossile Muschelarten aus Thüringen. In: Neues Jahrbuch für Mineralogie, Geognosie, Geologie und Petrefakten-Kunde-. Jahrgang 1834, Schweizerbart, Stuttgart 1834, S. 394–397, Tafel V.
- Historisch-topographisches Taschenbuch von Jena und seiner Umgebung. Besonders in naturwissenschaftlicher und medicinischer Beziehung; mit dem Plane von Jena und einem geognostischen Profile. Frommann, Jena 1836.
- mit Diederich Franz Leonhard von Schlechtendal, Christian Eduard Langethal, Ernst Schenk: Flora von Thüringen und den angrenzenden Provinzen. 12 Bände, 1836–1855.[4]
- Mitautor zum Bericht über die Versammlung der Naturforscher und Ärzte in Jena. Jena 1836.
- Naturgeschichte schädlicher Thiere. Leipzig 1836.